# Добавочная линейка
Добавочная линейка используется в различных разновидностях линейной нотации для нотации звуков, выходящих за пределы нотоносца. Линейка слегка длиннее головки ноты пишется параллельно нотоносцу и откладывается на таком же расстоянии, что и линейки внутри нотоносца.
Во избежание добавочных линеек композитор или переписчик может менять ключ и использовать специальные графемы, предписывающие перенос записанной музыки на октаву вверх или вниз. В нотации партий тубы, тромбона и эуфониума всегда используются добавочные линейки ниже басового ключа и никогда не используются знаки переноса на октаву. Некоторые транспонирующие музыкальные инструменты, такие как флейта-пикколо, контрабас, гитара и тенор-вокал, поднимаются на октаву во избежание дополнительных линеек.
Дополнительные линейки также служат для обозначения половинной паузы  или целой паузы .